# Trichonta clemens
Trichonta clemens är en tvåvingeart som beskrevs av Gagne 1981. Trichonta clemens ingår i släktet Trichonta och familjen svampmyggor.
Artens utbredningsområde är Colorado. Inga underarter finns listade i Catalogue of Life.